# Віндем Стендінг
Чарльз Віндхем Стендінг (англ. Wyndham Standing; 23 серпня 1880 — 1 лютого 1963) — англійський кіноактор.

## Біографія
З'явився в 131 фільмі між 1915 і 1948 роками. Був дуже популярним в епоху німого кіно, знімався в багатьох фільмах разом з провідними акторами та акторками того часу. Він і Рональд Колман грали головні ролі у втраченій стрічці «Темний ангел» (1925). Найбільш помітною була його роль у фільмі «Ангели пекла» (1930), де він зіграв командира ескадрильї, який втомився від боягузливих витівок Бена Лайона та Джеймса Голла перед тим, як відправити їх на смертельну бомбардувальну місію.
Актор народився в Лондоні, помер у Лос-Анджелесі, Каліфорнія. Був сином актора Герберта Стендінга (1846—1923) та братом акторів Джека Стендінга, Гая Стендінга, Герберта Стендінга-молодшого та Персі Стендінга. Він також був дядьком Джоан Стендінг і Кей Хаммонд.

## Вибрана фільмографія
- 1917 — Аукціон честі / The Auction of Virtue
- 1919 — Острів завоювання / The Isle of Conquest — Джон Арнольд
- 1922 — Ніжна посмішка / Smilin' Through — Джон Картерет
- 1923 — Маленький Джонні Джонс / Little Johnny Jones — граф Блумсберзі
- 1925 — Розпусна жінка / Unchastened Woman — Хьюберт Нолліс
- 1930 — Ангели пекла / Hell's Angels
- 1934 — Імітація життя / Imitation of Life